# Liste der namibischen Botschafter im Senegal
Dies ist die Liste der namibischen Botschafter im Senegal.
Die Botschaft wurde 2014 eingerichtet. Die Botschafter sind auch für Guinea, Guinea-Bissau und Mali akkreditiert. Gleichzeitig ist der Entsandte Hochkommissar für Gambia (bis 2018 Botschafter). Zunächst bestand auch eine Akkreditierung für Mauretanien und den Niger, die später an den namibischen Vertreter in der Botschaft in Algerien überging.

## Botschafter
- 2015–2020: Tshiwa Amulungu (* 1958); auch für Gambia, Guinea, Guinea-Bissau, Mali, Mauretanien und Niger
- seit 2021: Elvis Shiweda; auch für Gambia (Hochkommissar), Guinea, Guinea-Bissau und Mali